# Werner Ober
Werner Ober (* 1948) ist ein deutscher Beamter im Ruhestand und war von 2008 bis 2013 Vizepräsident des Bundesnachrichtendienstes (BND). Er leitete eine Regierungskommission zur Aufklärung von Diebstählen auf der Baustelle der Zentrale des Bundesnachrichtendienstes in Berlin.

## Leben
Ober war Abteilungsleiter Sicherheit im Bundesnachrichtendienst, bevor er 2008 das neu geschaffene Amt Vizepräsident für Zentrale Aufgaben und Modernisierung des Bundesnachrichtendienstes übernahm. Der Dienstposten sollte trotz Verlegung der Zentrale des Bundesnachrichtendienstes nach Berlin seinen ständigen Sitz in Pullach im Isartal haben. Als 2011 Baupläne der in der Errichtung befindlichen neuen Berliner Zentrale mutmaßlich gestohlen wurden, wurde Ober als Chef einer Regierungskommission eingesetzt, die den Sachverhalt aufklären sollte. Neben ihm gab es noch jeweils einen von der Bundeswehr und dem Auswärtigen Amt gestellten Vizepräsidenten. Zur Amtszeit von Ober waren dies Armin Hasenpusch und Norbert Stier bzw. Arndt Freiherr Freytag von Loringhoven und Géza Andreas von Geyr. 
2013 trat Ober nach Erreichen des 65. Lebensjahres in den Ruhestand. Sein Nachfolger wurde Guido Müller.